# Mare de l'artista Ane Hedvig Brøndum a l'habitació blava
Mare de l'artista Ane Hedvig Brøndum a l'habitació blava —Kunstnerens mor Ane Hedvig Brøndum i den røde stue (danès)— és una pintura a l'oli realitzada per Anna Ancher el 1909. És allotjada en la col·lecció de la Galeria Nacional de Dinamarca a Copenhaguen (Dinamarca). L'abril de 2016, la pintura Ane Hedvig Brøndum a l'habitació blava, mare de l'artista va ser seleccionada com una de les deu obres artístiques més importants de Dinamarca pel projecte Europeana.

Ane Hedvig Brøndum, 1880

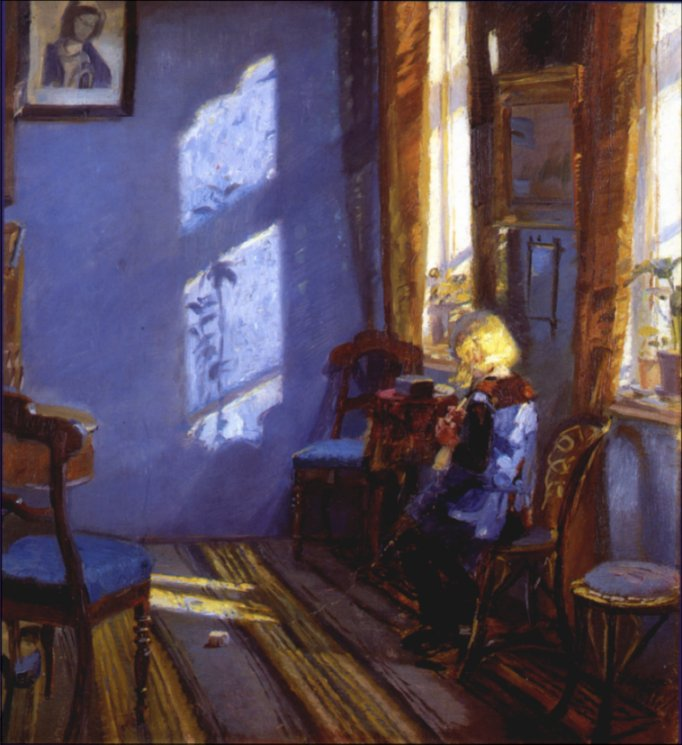
Solskin i den blå stue, 1891

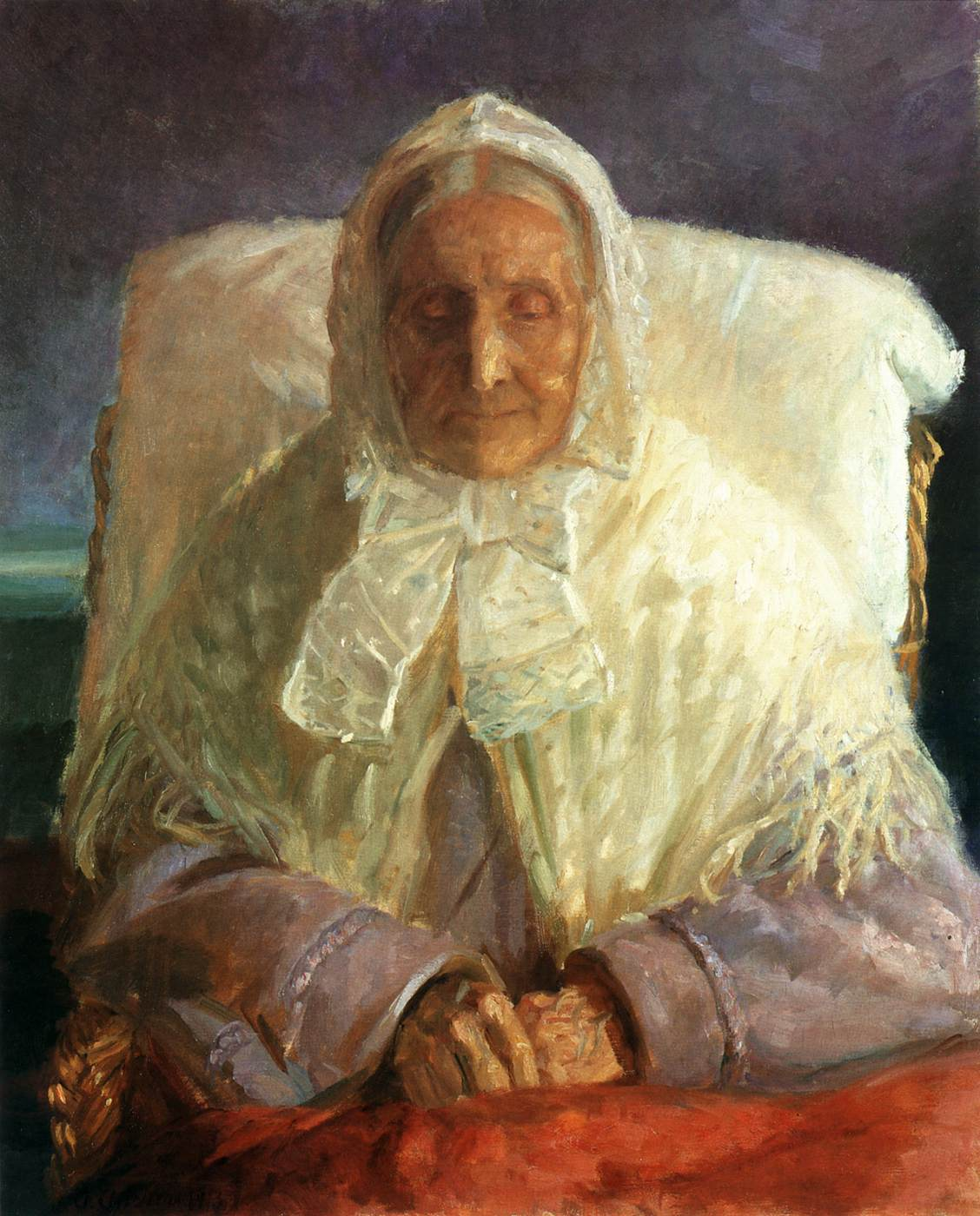
Fru Ane Brøndum i den blå stue, 1913

Anna Ancher va ser considerada com una de les gran pintores daneses per les seves habilitats en caràcter i cromatisme, va preferir pintar interiors i temes simples de la vida quotidiana, especialment de pescadors, dones i nens. Destaquen també els seus retrats en particular els realitzats a la seva mare, Ane Hedvig Brøndum (1826-1916), que estava casada amb un comerciant i propietari d'hotel Erik Andersen Brøndum (1820-1890). Després de la mort del seu marit el 1890 es va fer càrrec del negoci amb el seu fill Degn Brøndum fins als setanta anys.
El retrat és de la sala blava a l'hotel on vivia i on ella llegia llibres i cartes. Alguns dels retrats d'Ane Brøndum que va realitzar la seva filla Anna Ancher tenen l'habitació blava com a marc de les pintures.
De procedència d'una col·lecció privada danesa la pintura va ser venuda el 22 d'abril de 1991. Va passar per diversos propietaris i subhastes, fins al 28 de novembre de 2011 que amb el nom de Senyora Brøndum a l'habitació blava va ser comprat en una subhasta per la Fundació Carlsberg i donat com a regal a la Galeria Nacional de Dinamarca.